# Thomas Mofolo
Thomas Mokopu Mofolo, född den 22 december 1876 i Khojane i Basutoland, död 8 september 1948 i Teyateyaneng i Basutoland, var en författare från det som i dag är Lesotho. Mofolo skrev på sesotho, och var den förste att skriva romaner i västerländsk stil på detta språk. Han är framför allt känd för sin historiska roman om zulukungen Shaka, Chaka (1925, på engelska 1931; nyöversatt 1981).
Mofolo föddes i en kristen familj och gick i skola i Qomoqomong i distriktet Quthing. Han gick sedan i bibelskola i Morija, där han tog lärarexamen 1898. Han arbetade först som herde och boskapsskötare, och senare som korrekturläsare på Sesuto Book Depot i Morija, där han började skriva.
Hans debutroman Moeti oa bochabela (1907; i engelsk översättning Traveller of the East 1934) är en sorts Kristens resa, en moraliserande roman med kristet budskap och mycket folklore, och kom först ut som följetong i sotho-tidningen Leselinyana. Den anses vara den första romanen skriven av en afrikan som gavs ut i Afrika. Romanen följdes 1910 av Pitseng, som också den har ett kristet budskap. Även denna roman kom först som följetong i Leselinyana, och baserar sig på Mofolos skoltid.
Chaka, Mofolos främsta verk, skrevs 1910, men missionsförlagen i Basutoland såg den som alltför nationalistisk och sympatiskt inställd till Shaka, och boken gavs inte ut förrän 1925. Den kom i engelsk översättning 1931, nyöversattes 1981, och hålls som en klassiker inom afrikansk litteratur. Den har även översatts till bland annat franska, tyska, italienska och afrikaans.
Mofolo blev mycket besviken över att Chaka först inte gavs ut, och slutade skriva. På 1930-talet drev han en butik i Bokong i Basutoland. Han drabbades hårt av de sydafrikanska raslagarna, i enlighet med vilka hans mark konfiskerades och han blev arbetslös. Han dog sjuk och utfattig 1948.